# Purin-Nukleosid-Phosphorylase
Purin-Nukleosid-Phosphorylase (PNP) (Gen: NP) ist dasjenige Enzym, welches die Ribose von Ribo- und Desoxyribo-Purinnukleosiden entfernt. Sie ist unentbehrlich zum Abbau dieser Grundbausteine der Erbinformation bei allen Lebewesen (über entsprechende Enzyme bei den Pflanzen ist allerdings noch nichts bekannt). Die PNP ist im Zytosol lokalisiert. Mutationen des NP-Gens beim Menschen können erblichen PNP-Mangel verursachen, der bereits im Kindesalter mit schwerem T-Zellen-Immundefekt einhergeht.
Die aktive Form der humanen PNP ist ein Trimer mit einer molaren Masse von etwa 100 KDa.
PNP ist verantwortlich für den Abbau von Desoxyribonukleosiden (Desoxyguanosin zu Guanin, Desoxyadenosin zu Adenin und Desoxyinosin zu Hypoxanthin) und Ribonukleosiden (Inosin zu Hypoxanthin, Guanosin zu Guanin und Xanthosin zu Xanthin). Dabei entsteht jeweils ein Molekül 2-Desoxyribose-1-phosphat bzw. Ribose-1-phosphat.
Störungen im Purinstoffwechsel führen zu schweren Stoffwechselerkrankungen. Defekte der PNP haben beispielsweise eine starke Verminderung der T-Lymphozyten im Blut (Lymphopenie), sowie neurologischen Störungen (Intelligenzminderung) zur Folge.